# Cantón de Montignac
El cantón de Montignac era una división administrativa francesa, que estaba situada en el departamento de Dordoña y la región de Aquitania.

## Composición
El cantón estaba formado por catorce comunas:
- Aubas
- Auriac-du-Périgord
- Fanlac
- La Chapelle-Aubareil
- Les Farges
- Montignac
- Peyzac-le-Moustier
- Plazac
- Rouffignac-Saint-Cernin-de-Reilhac
- Saint-Amand-de-Coly
- Saint-Léon-sur-Vézère
- Sergeac
- Thonac
- Valojoulx

## Supresión del cantón de Montignac
En aplicación del Decreto nº 2014-218 de 21 de febrero de 2014, el cantón de Montignac fue suprimido el 22 de marzo de 2015 y sus 14 comunas pasaron a formar parte; trece del nuevo cantón de Valle del Hombre y una del nuevo cantón de Alto Périgord Negro.